# Verslaggever

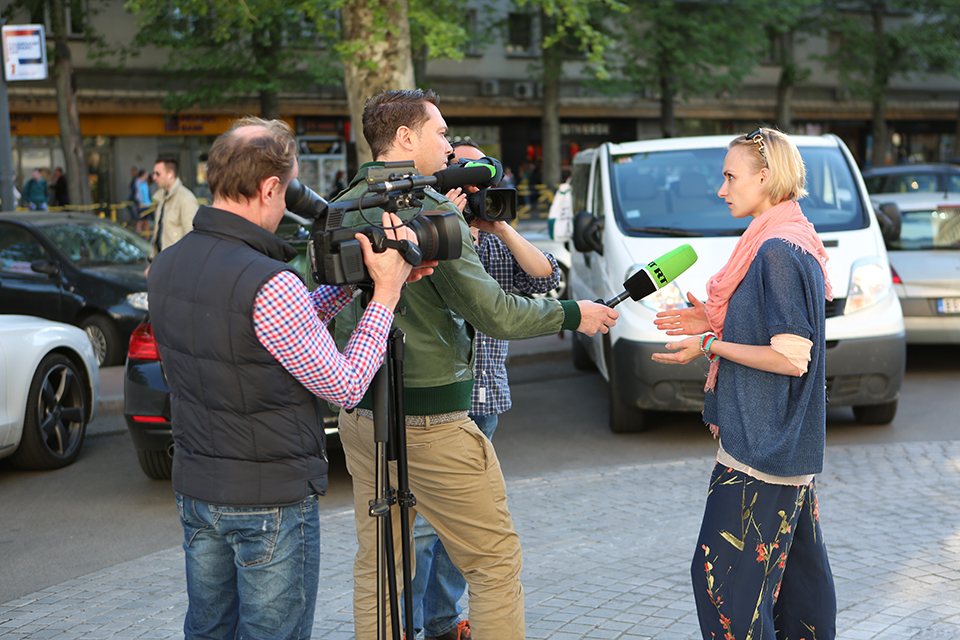
Een verslaggever (met microfoon)

Een verslaggever of reporter is een soort journalist die naar de relevante plaats gaat om uitleg te geven over de huidige situatie. Deze persoon moet vaak live vragen beantwoorden die worden gevraagd vanuit een televisiestudio door de nieuwslezer. Vaak maakt een verslaggever ook een reportage, die afgespeeld wordt op het nieuws.